# Federico Bergara
Federico Bergara (Montevideo, 29 dicembre 1971) è un ex calciatore uruguaiano, di ruolo difensore.